# Saint-Marien
 Saint-Marien  là một xã thuộc tỉnh Creuse trong vùng Nouvelle-Aquitaine miền trung nước Pháp. Xã này nằm ở khu vực có độ cao trung bình 464 mét trên mực nước biển.